# Иглино
Иглино́ (баш. Иглин) — крупнейшее село в Республике Башкортостан. Административный центр Иглинского района и Иглинского сельсовета.

## Географическое положение
Расположено на реке Белекес в 20 км к востоку от Уфы. В селе находится ж.-д. станция Иглино и остановочные пункты 1654 км, 1659 км, 1661 км Куйбышевской железной дороги на линии Уфа — Челябинск. Через село проходит автодорога Уфа — Красная Горка — Павловка.

## История
Село было основано на вотчинных землях башкир, приобретённых по купчей 1786 года секунд-майором Сергеем Васильевичем Иглиным. Первыми жителями стали вывезенные из Казанской губернии крепостные. Сначала это поселение именовалось Белекес по имени протекающей там реки.
В начале XIX века в селе стали развиваться плотницкое, гончарное и шорное ремёсла. Уже к середине XIX века крепостные не платили оброк, не отрабатывали барщину. В 1822 году в Иглино началось строительство Архангельского храма, с которым связано другое название села — Архангельское. В 1841 году вдова основателя села Елена Васильевна Иглина освободила крестьян от крепостной зависимости, определив каждому земельный надел.
Начиная с 1860-х годов село являлось административным центром Архангельской волости Уфимского уезда. В 1909 году волость переименовали в Иглинскую, поскольку недалеко находилась одноимённая (Архангельская) волость Стерлитамакского уезда.
30 декабря 1966 года центр Нуримановского района был перенесён из Иглино в Красную Горку.

## Население
| 1939 | 1959  | 1970    | 1979    | 1989    | 2002    | 2009    | 2010    | 2021    |
| ---- | ----- | ------- | ------- | ------- | ------- | ------- | ------- | ------- |
| 4918 | ↗6231 | ↗11 249 | ↗11 760 | ↗12 773 | ↗13 931 | ↗14 784 | ↗16 811 | ↗31 169 |

Превосходит по численности населения (на январь 2023) следующие города Башкортостана: Агидель, Баймак, Давлеканово, Дюртюли, Межгорье, Янаул.
Национальный состав
Согласно переписи 2002 года: русские — 6388 (38 %), башкиры — 4017 (23,9 %), белорусы — 2656 (15,8 %).
Согласно переписи 2020 года: русские — 14575 (46,8 %), башкиры — 8059 (25,9 %), татары — 5349 (17,2 %).

## Инфраструктура
В селе имеются многоквартирные дома, стадион, развлекательный клуб, восемь детских садов, шесть общеобразовательных школ и одна начальная школа, художественная и музыкальная школы, колледж, оздоровительно-спортивный комплекс, весовой завод, плодопитомник.

## Религия
Православные храмы:
- Церковь Михаила Архангела - памятник истории и архитектуры

Мечети:
- Две мечети

Протестантские общины:
- Дом молитвы христиан веры евангельской

## Люди, связанные с селом
- Бурлюк, Давид Давидович (1882—1967) — русский поэт и художник украинского происхождения, один из основоположников футуризма.
- Вакульский, Александр Дмитриевич (род. 1949) — дирижёр.
- Дильмухаметова, Аниса Хайретдиновна (род. 1933 в д. Мряево — ныне в составе Иглино) — актриса. Заслуженная артистка Башкирской АССР (1972).
- Корнев, Николай Константинович (род. 1951) — спортсмен. Мастер спорта СССР международного класса (1985) по мотоспорту.
- Кунафин, Марат Саубанович (род. 1963) — хирург. Доктор медицинских наук и профессор (2001).
- Меос, Валентина Фёдоровна (1913—2006) — художник.
- Шерешовец, Валерий Владимирович (1951—2000) — химик. Доктор химических наук (1992).